# Schopflochberg
Schopflochberg ist ein mit Verordnung des Regierungspräsidiums Tübingen vom 10. Dezember 1993 ausgewiesenes Naturschutzgebiet mit der Nummer 4.233.

## Lage
Das Naturschutzgebiet befindet sich in den Naturräumen Mittlere Kuppenalb und Mittlere Flächenalb. Es umfasst die Kuppe und die Hänge des etwa 600 m westlich von Trailfingen gelegenen Schopflochbergs. Die Halbtrockenrasen des Gebiets bilden einen Biotopverbund mit den Halbtrockenrasen der anderen Naturschutzgebiete im Nordraum von Münsingen: Höhnriß-Neuben, Kälberberg-Hochberg, Seetalhalde-Galgenberg und Eckenlauh-Weißgerberberg. Das Schutzgebiet ist Teil des FFH-Gebiets Nr. 7523-311 Münsinger Alb und liegt vollständig im Biosphärengebiet Schwäbische Alb.

## Schutzzweck
Laut Verordnung ist der Schutzzweck:
- die Erhaltung einer für die Mittlere Kuppenalb typischen Bergkuppe mit Halbtrockenrasen, Feldgehölzen, Hecken und angrenzender Streuobstwiesen,
- die Erhaltung, Pflege und Verbesserung extensiv genutzter, artenreicher Halbtrockenrasen mit zahlreichen seltenen und zum Teil stark gefährdeten Pflanzen- und Tierarten,
- die Sicherung und Pflege der freien Bergkuppe und der Streuobstwiesen als Lebensraum einer artenreichen Pflanzen- und Tiergemeinschaft und als Rückzugsgebiet für zahlreiche Arten aus der umgebenden Agrarlandschaft, insbesondere als Brutstätte stark gefährdeter Vogelarten, sowie angrenzender Wiesenflächen als Bindeglied zum dortigen Waldrand,
- die Erhaltung des weiträumigen Biotopverbunds von der Trailfinger Schlucht über den Schopflochberg, die Seetalhalde und den Galgenberg zu den östlich und westlich gelegenen Halbtrockenrasenflächen im Münsinger Nordraum.

## Flora und Fauna
Das Gebiet ist Lebensraum der geschützten Pflanzen Küchenschelle, Frühlings-Enzian, Fliegen-Ragwurz, Alpen-Pippau, Katzenpfötchen, Deutscher Enzian und Fransen-Enzian. Aus ornithologischer Sicht muss das Vorkommen der seltenen Arten Braunkehlchen und Steinschmätzer hervorgehoben werden. 